# Homologie (tijdschrift)
Homologie was een tweemaandelijks wetenschappelijk en cultureel tijdschrift, dat in de periode 1978-1997 verscheen. Bij de oprichting waren destijds onder anderen Rob Tielman, Bert Boelaers en Martien Sleutjes betrokken. 
Homologie heette aanvankelijk “Tijdschrift voor Homologie”, en kwam tot stand in dezelfde periode waarin homostudies aan hun opmars begonnen in Nederland. Het tijdschrift vormde al snel een belangrijk medium voor het in 1978 aan de Universiteit van Amsterdam opgerichte Homodok, het Dokumentatiecentrum Homostudies, waar materiaal verzameld werd over onder andere de geschiedenis van de homoseksualiteit. De publicaties in het bezit van Homodok kregen een vermelding in de Homologie-rubriek Relevant. 
Begin jaren tachtig waren er in Europa en de Verenigde Staten een reeks kleine uitgevers van homoliteratuur, die de reguliere Nederlandse importeurs echter niet wilden verspreiden. Daarom ging de redactie van Homologie dergelijke buitenlandse boeken aan haar lezers aanbieden. Dit was dermate succesvol dat hieruit in 1984 de kleine homo/lesbische boekhandel Vrolijk ontstond.
In 1997 werd Homologie opgeheven, na bijna twintig jaar toonaangevend te zijn geweest op het terrein van publicaties over homostudies. Het archief van Homologie bevindt zich bij de rechtsopvolger van Homodok, IHLIA LGBT Heritage.